# ماهی تفنگچی نوارطلایی
ماهی تفنگچی نوارطلایی (نام علمی: Pterocaesio chrysozona) نام یک گونه از سرده کبودباله‌ها است.